# میه‌چیسواف وزا
میه‌چیسواف وُزا (لهستانی: Mieczysław Łoza؛ تلفظ لهستانی: [mʲɛtʂɨˈswaf]؛ ۶ ژانویهٔ ۱۹۱۶ – ۲۱ مهٔ ۱۹۸۲) بازیگر اهل لهستان بود.
از فیلم‌ها یا برنامه‌های تلویزیونی که وی در آن نقش داشته‌است، می‌توان به لوتنا اشاره کرد.